# St. Pankraz (Alta Áustria)
St. Pankraz é um município da Áustria localizado no distrito de Kirchdorf an der Krems, no estado de Alta Áustria.